# Power System 2
Le Power System 2 est un système pour borne d'arcade, conçu par la société sud-coréenne Limenko en 1999.

## Description
Le Power System 2 est compatible JAMMA. Il fonctionne sur le principe d'une carte mère contenant le système d'arcade, alors que les jeux sont stockés sur des cartouches.
Le système utilise un processeur central Hyperstone E1-32XN (Risc), et un QDSP QS1000 pour gérer le son,.
Plus spécifiquement, il est possible de brancher en réseau deux bornes de Legend of Heroes pour permettre un jeu à quatre joueurs.

## Spécifications techniques

### Processeur
- CPU : Hyperstone E1-32XN 32bit RISC cadencé à 80 MHz[4]

### Son
- CPU : QDSP QS1000
  - General MIDI 50 music internal organs possibilities
  - Taux d'échantillonnage 44 MHz maximum

### Ram
- Mémoire système : 4Mbyte

### Affichage
- VDP (Video Display Processor) ASIC Hyper2D
  - Affichage de haute performance
  - 60 frames par seconde
  - Couleurs 16 bit, 256 vraie couleur
  - Traitement de 4 affichage simultané
  - Palette de traitement de données DMA
- Résolution : 384 x 240

## Liste des jeux
- Super Bubble 2003
- Happy Hunter
- Dynamite Bomber
- Legend of Heroes
- Battle Bubble
- Techno X